# 論俄羅斯人和烏克蘭人的歷史統一
《论俄罗斯人和乌克兰人的历史统一》（俄语：Об историческом единстве русских и украинцев）是俄罗斯总统弗拉基米尔·普京于2021年7月12日、2021年－2022年俄烏衝突第一阶段结束后不久发表的一篇文章。在文章中，普京提到了他对乌克兰和乌克兰人的看法。
据RBK日报报道，这篇文章被列为俄罗斯军方的必学作品。

## 内容
在这篇文章中，普京认为俄羅斯人和乌克兰人以及白俄罗斯人为同一个民族，属于历史上被称为“三位一體的俄羅斯人”的民族。为了支持这一说法，他详细描述了他对俄罗斯和乌克兰历史的看法。他在文章中得出的结论是：俄罗斯人和乌克兰人有着共同的渊源和命运。
雖然普京本人曾經在簽訂一系列協議中有或間接承認過烏克蘭作爲一個獨立國家的存在（例如在布達佩斯安全保障備忘錄），但这篇文章是否认烏克蘭的這一點。留意到乌克兰境内有大量俄罗斯族人，普京将“形成一个对俄罗斯具有敌意的纯乌克兰民族国家”比作对俄罗斯人使用大规模杀伤性武器。
普京公开质疑乌克兰当代边界的合法性。根据普京的说法，乌克兰现在占据着「自古以来属于俄罗斯的土地」，并且这一现状是外部势力以及苏联时期的行政和政治决策的产物。他还讨论了顿巴斯战争，认为“基辅根本不需要顿巴斯”。
普京将当前危机归咎于境外阴谋和反俄阴谋论根据普京的说法，乌克兰政府的决定是由西方针对俄罗斯的阴谋以及“班傑拉的追随者”推动的。
在文章的最后，普京主张俄罗斯应当在乌克兰事务中占有一席之地。

## 后续
几个月后，俄罗斯安全委员会副主席梅德韦杰夫也发表了一篇关于乌克兰的文章。在文章中，他同意普京的观点，并宣布在乌克兰现任政府被推翻之前不会与乌克兰进行谈判。
普京2013年至2020年的私人顾问弗拉季斯拉夫·苏尔科夫同样发表了一篇关于乌克兰和其他前苏联领土的文章。在文章中，他质疑俄罗斯西部边界（包括与乌克兰和波罗的海国家的边界）的合法性，并认为俄罗斯应该废除将其限制在边界内的“邪恶和平”。
在2021年－2022年俄烏衝突升级后，普京在2022年2月21日的演讲中称，“现代的乌克兰完全是由俄罗斯共产主义布尔什维克创造的”。莎拉·雷恩斯福德在BBC新闻中写道，普京的讲话是“改写乌克兰的历史”，他对这个国家的关注是“狂热的”。

## 反应
烏克蘭總統泽连斯基批评了这篇文章，将普京对民族兄弟情谊的看法与該隱與亞伯的故事进行了比较。前总统波罗申科也严厉批评了这篇文章，称其与希特勒在蘇台德地區的演讲相呼应。根据乌克兰驻联合国特使的说法，“关于‘一个民族’的无稽之谈……已经在顿巴斯战场上被驳斥了”。
据乌克兰历史研究所称，这篇文章代表了俄罗斯帝国的历史观点。乌克兰世界大会将普京对乌克兰“作为一个非国家”的看法与造成至少500万乌克兰人在大饥荒期间丧生约瑟夫·斯大林的看法进行了比较。分析平台VoxUkraine将这篇文章描述为“历史神话、关于克里米亚和顿巴斯的谎言以及对乌克兰经济数据的操纵的混合产物”。
卡内基国际和平基金会称这篇文章“为入侵乌克兰提供了历史、政治和国防前提”。斯德哥尔摩自由世界论坛高级研究员安德斯·艾斯仑德称这篇文章“距离宣战只差一步”。《外交政策》杂志指出，这篇文章所描绘的历史故事“塑造了普京和许多俄罗斯人态度”。历史学家蒂莫西·斯奈德将普京的思想描述为帝国主义。英国记者爱德华·卢卡斯将其描述为歷史修正主義。其他观察者则指出，俄罗斯领导层对乌克兰及其历史的看法是扭曲的。
在羅馬尼亞，文章中关于「1940年，乌克兰苏维埃社会主义共和国收回了1918年被罗马尼亚占领的贝萨拉比亚及北布科维纳」（苏联占领比萨拉比亚和北布科维纳）的部分引发了愤怒。《阿德瓦鲁尔》和Digi24等罗马尼亚媒体对普京的言论进行了评论和批评。评论者还对文章中关于现属乌克兰的前罗马尼亚领土北布科维纳区域的部分发表了评论。亚历山德鲁·穆拉鲁也回应了普京的文章，指出比萨拉比亚不是被占领的，而是按照“民主进程和历史现实”，“重新加入”罗马尼亚王国，并“重新与之合并”的。他还评论了北布科维纳。